# Obertor (Winterthur)
Das Obertor ist eine etwa 170 m lange Strasse in Winterthur im Schweizer Kanton Zürich, die Teil der Winterthurer Altstadt und damit Teil der dortigen Fussgängerzone ist. Sie bildet zusammen mit der Marktgasse und dem Untertor die Hauptachse durch die Winterthurer Altstadt.

## Verlauf
Das Obertor beginnt beim Graben ist zusammen mit der Marktgasse, in die das Obertor nach dem Graben nahtlos übergeht und dem Untertor westlich der Marktgasse Teil der wichtigsten Achse in der Winterthurer Altstadt. Von der Gasse Richtung Süden zweigt die Neustadtgasse ab. Des Weiteren gibt es zwei Fussgängerpassagen, das Obertor mit der Stadthausstrasse einerseits und der Lörlibadgasse anderseits verbindet.
Die Strasse ist Teil der unter nationalem Denkmalschutz stehenden Altstadt der Stadt Winterthur. Unter den vielen Altstadthäusern, die die Gasse säumen, befindet sich unter anderem das unter anderem das unter kantonalem Denkmalschutz stehende Haus zum Adler, in dem früher die Stadtpolizei ihren Sitz hatte. Der sich mittig in der Gasse befindende Fortunabrunnen wird vom Bund im Inventar der Kulturgüter von regionaler Bedeutung geführt.

## Geschichte
Die Geschichte des Obertor weist Ähnlichkeiten zu jener des Untertors auf: Genauso wie das Untertor entstand das Obertor im 13. Jahrhundert zunächst ausserhalb der Stadtbefestigung des mittelalterlichen Winterthur und war Wohnsitz von weniger begüterten Bürger und Bürgerinnen. Erst im 13. Jahrhundert wurde das Obertor in die Stadtbefestigung integriert, der Bau des Obertor (Stadttor) datierte auf das Jahr 1340.
Viel der heute sichtbaren Spuren beim Obertor datieren zumindest in ihrem Ursprung auf die Frühe Neuzeit zurück. Um 1580 ist der erste Vorgänger des heutigen Fortunabrunnens als Teil der mittelalterlichen Trinkwasserversorgung am Obertor nachgewiesen, im letzten Drittel des 18. Jahrhunderts wurde derselbe erneuert und 1932 die Originalfigur durch ein Replikat ersetzt – nachdem der Brunnen zwischenzeitlich auch noch abgebaut wurde. Auf das nachfolgende 16. Jahrhundert datieren gemäss städtischer Denkmalpflege im Ursprung acht Häuser, die ältesten hiervon sind das Haus zum Wilden Mann (1628), das Haus zum oberen und zum unteren Gängli/Zur Rose (1630) und das Haus zur alten Post (1640). Das ebenfalls markante Haus zum Adler datiert auf das Jahr 1750.
Bis in die 1860er-Jahre stand am Ostende der Gasse das namensgebende Stadttor, dessen Abbruch 1864 durch den Stadtrat erlaubt wurde und das Erscheinungsbild der nun Obertorgasse genannten Strasse nachhaltig änderte. Erneut veränderte sich das Strassenbild im Jahr 1915, als die neue Tramlinie zum Stadtrain eröffnet wurde, die vom Bahnhofplatz über die Stadthausstrasse, den Graben und durch das Obertor verlief. Die Linienführung durch das Obertor bestand bis zur Umstellung der Tramlinie nach Oberwinterthur auf Trolleybusbetrieb im Jahr 1951.
1939 erfolgt wegen Verwechslungsgefahr mit der benachbarten Obergasse die Umbenennung in das heutige Obertor. Seit 1965 hängt am Obertor wie im restlichen «Schluuch» während der Adventszeit die bis heute noch aktuelle Weihnachtsbeleuchtung. 1978 nahm der städtische Souverän eine Vorlage zur Renovierung und Modernisierung der Altstadtliegenschaften Obertor 16–28 sowie Stadthausstrasse 15–27 an, für deren Ausführung die Stadt Winterthur 1986 von der europäischen Denkmalschutzorganisation Europa Nostra ein Verdienstdiplom erhielt. Im selben Jahr und damit 13 Jahre nach der 1973 angenommenen Volksinitiative für eine autofreie Altstadt wurde das Obertor zusammen mit dem Oberen Graben autofrei.